# Bobby Valentin
Roberto « Bobby » Valentin, surnommé « El Rey del Bajo » (le roi de la basse), est un bassiste portoricain né le 9 juin 1941 à Orocovis.

## Biographie
Le jeune Roberto Valentin apprend la guitare avec son père. Au décès de sa mère, en 1947, il suit sa sœur ainée à Coamo où il étudie la musique. À 11 ans il gagne un radio-crochet local avec le trio qu'il a constitué. L'un de ses professeurs le recommande au conservatoire de musique Jose Ignacio Quinton où il apprend la trompette.
En 1956, il émigre à New York où il entre à l'université tout en continuant dans la musique.
En 1958, il joue avec Joe Quijano et peu de temps après avec Willie Rosario.
En 1963, il joue avec Tito Rodriguez avec qui il effectue deux tournées au Venezuela.
Il effectue ses premiers arrangements pour Tito Rodriguez et occasionnellement pour Charlie Palmieri, Joe Quijano, Willie Rosario, et Ray Barretto. En 1965, il forme son propre groupe et signe un contrat avec la Fania. Il enregistre les albums El Mensajero et Young Man With a Horn et donne un concert à Porto Rico.
Son bassiste ne pouvant pas jouer, il prend sa place et trouve quelqu'un pour le remplacer à la trompette ; par la suite, il continue de jouer de la basse au sein de son groupe et occasionnellement dans ceux de Willie Rosario, Raphy Leavitt et Vicentico Valdes.
Il devient l'arrangeur de la Fania All Stars.
En 1975, Bobby Valentin quitte la Fania et forme son propre label Bronco Records. Il enregistre Va a la Carcel Vol 1&2, enregistrés en live à El Oso Blanco, le pénitencier de l'État de Porto Rico. En 1978, le chanteur de salsa Cano Estremera intègre son orchestre. Ils enregistrent Impacto Crea, Siempre en Forma et Cuando Uno Se Enamora.
Bobby Valentin a également collaboré avec :
- Larry Harlow
- Ismael Miranda
- Roberto Roena
- Cheo Feliciano
- Celia Cruz

Ses dernières productions sont l'album La Gran Reunion et le DVD En Vivo Desde Bellas Artes (2004).
- Se La Comió, 1969
- Vuelve A La Carcel, 2002
- Algo Nuevo, 1970